# یواس‌اس ال‌اس‌ام-۳۹۷
یواس‌اس ال‌اس‌ام-۳۹۷ (به انگلیسی: USS LSM-397) یک کشتی بود که طول آن ۲۰۳ فوت ۶ اینچ (۶۲٫۰۳ متر) بود. این کشتی در سال ۱۹۴۵ ساخته شد.